# GDPD1
GDPD1 (англ. Glycerophosphodiester phosphodiesterase domain containing 1) – білок, який кодується однойменним геном, розташованим у людей на 17-й хромосомі. Довжина поліпептидного ланцюга білка становить 314 амінокислот, а молекулярна маса — 36 167.
| 10         |  | 20         |  | 30         |  | 40         |  | 50         |
| ---------- |  | ---------- |  | ---------- |  | ---------- |  | ---------- |
| MSSTAAFYLL |  | STLGGYLVTS |  | FLLLKYPTLL |  | HQRKKQRFLS |  | KHISHRGGAG |
| ENLENTMAAF |  | QHAVKIGTDM |  | LELDCHITKD |  | EQVVVSHDEN |  | LKRATGVNVN |
| ISDLKYCELP |  | PYLGKLDVSF |  | QRACQCEGKD |  | NRIPLLKEVF |  | EAFPNTPINI |
| DIKVNNNVLI |  | KKVSELVKRY |  | NREHLTVWGN |  | ANYEIVEKCY |  | KENSDIPILF |
| SLQRVLLILG |  | LFFTGLLPFV |  | PIREQFFEIP |  | MPSIILKLKE |  | PHTMSRSQKF |
| LIWLSDLLLM |  | RKALFDHLTA |  | RGIQVYIWVL |  | NEEQEYKRAF |  | DLGATGVMTD |
| YPTKLRDFLH |  | NFSA       |  |            |  |            |  |            |

A: Аланін

C: Цистеїн

D: Аспарагінова кислота

E: Глутамінова кислота

F: Фенілаланін

G: Гліцин

H: Гістидин

I: Ізолейцин

K: Лізин

L: Лейцин

M: Метіонін

N: Аспарагін

P: Пролін

Q: Глутамін

R: Аргінін

S: Серин

T: Треонін

V: Валін

W: Триптофан

Кодований геном білок за функцією належить до гідролаз. 
Задіяний у такому біологічному процесі, як альтернативний сплайсинг. 
Білок має сайт для зв'язування з іонами металів. 
Локалізований у цитоплазмі, мембрані.